# گالوپامیل
گالوپامیل (انگلیسی: Gallopamil) یک مسدود کننده کانال کلسیم نوع L است که آنالوگ وراپامیل است. در درمان ریتم های غیر طبیعی قلب به کار می رود.